# Vitalie Postolati
Vitalie Postolati (n. 19 iulie 1937) este un inginer moldovean, specialist în energetică, care a fost ales ca membru titular al Academiei de Științe a Moldovei.